# Anthony Clark
Anthony Ian Clark  (født 1. november 1977) er en engelsk badmintonspiller. Han repræsenterede Storbritannien under sommer-OL 2008 i Beijing, Kina, hvor han blev slået ud i første runde.